# Pagubă
Paguba este o pierdere materială, un prejudiciu, o daună, un dezavantaj material sau imaterial produs unei persoane sau unui lucru, în urma unui eveniment intenționat sau neintenționat. Stricăciune, vătămare. Termenul asociat de „păgubire” poate să  se refere fie la procesul suportării unei pagube, fie la cel de provocare, cauzare al unei/unor pagube.